# Germán Lux
Germán Darío Lux (ur. 7 czerwca 1982 w Carcarañá) – piłkarz argentyński grający na pozycji bramkarza. Posiada także obywatelstwo włoskie.

## Kariera klubowa
Piłkarską karierę Lux rozpoczął w Buenos Aires, w tamtejszym River Plate. W 2001 roku znalazł się w kadrze pierwszego zespołu i w sezonie 2001/2002 zadebiutował w argentyńskiej Primera División. Przez pierwsze dwa lata był rezerwowym bramkarzem w zespole i miał mały udział w wywalczeniu mistrzostwa fazy Clausura w 2002 roku, a w 2003 roku dotarł do finału Recopa Sudamericana. W sezonie 2003/2004 bronił w większej liczbie meczów, ale zaliczył m.in. samobójcze trafienie w spotkaniu z Chacarita Juniors (0:1). Rywalizował wówczas o miejsce w składzie z Franco Costanzo i drugi raz zdobył tytuł mistrza Clausury. Rywalizację tę przegrał w sezonie 2004/2005, ale już w kolejnym był pierwszym bramkarzem. Natomiast w sezonie 2006/2007 Germán był dublerem Juana Carrizo. Ogółem w barwach zespołu „Los Millonarios” rozegrał 53 spotkania.
Latem 2007 roku Lux przeszedł na zasadzie wolnego transferu do hiszpańskiego klubu RCD Mallorca. W Primera División zadebiutował 31 października w 10. kolejce ligowej, w zremisowanym 1:1 wyjazdowym spotkaniu z Deportivo La Coruña, gdy zmienił Miguela Ángel Moyę, który otrzymał czerwoną kartkę. Nieprzerwanie bronił do 19. kolejki, ale po spotkaniu z Realem Saragossa (2:2) znów usiadł na ławce rezerwowych.
W lipcu 2011 podpisał roczny kontrakt z Deportivo La Coruña.
| Sezon   | Klub                | Kraj      | Rozgrywki        | Mecze | Bramki |
| ------- | ------------------- | --------- | ---------------- | ----- | ------ |
| 2001/02 | River Plate         | Argentyna | Primera División | 3     | 0      |
| 2002/03 | River Plate         | Argentyna | Primera División | 0     | 0      |
| 2003/04 | River Plate         | Argentyna | Primera División | 15    | 0      |
| 2004/05 | River Plate         | Argentyna | Primera División | 5     | 0      |
| 2005/06 | River Plate         | Argentyna | Primera División | 28    | 0      |
| 2006/07 | River Plate         | Argentyna | Primera División | 2     | 0      |
| 2007/08 | RCD Mallorca        | Hiszpania | Primera División | 10    | 0      |
| 2008/09 | RCD Mallorca        | Hiszpania | Primera División | 14    | 0      |
| 2009/10 | RCD Mallorca        | Hiszpania | Primera División | 1     | 0      |
| 2010/11 | RCD Mallorca        | Hiszpania | Primera División | 4     | 0      |
| 2011/12 | Deportivo La Coruña | Hiszpania | Segunda División | 4     | 0      |
| 2012/13 | Deportivo La Coruña | Hiszpania | Segunda División | 4     | 0      |
| 2013/14 | Deportivo La Coruña | Hiszpania | Segunda División | 37    | 0      |
| 2014/15 | Deportivo La Coruña | Hiszpania | Primera División | 7     | 0      |
| 2015/16 | Deportivo La Coruña | Hiszpania | Primera División | 29    | 0      |
| 2016/17 | Deportivo La Coruña | Hiszpania | Primera División | 25    | 0      |

## Kariera reprezentacyjna
W reprezentacji Argentyny Lux zadebiutował 9 marca 2005 roku w zremisowanym 1:1 towarzyskim spotkaniu z Meksykiem. Wcześniej w 2001 roku z drużyną U-20 wywalczył mistrzostwo świata U-20, a w 2004 roku był członkiem kadry olimpijskiej Argentyny na Igrzyska Olimpijskie w Atenach. Był podstawowym zawodnikiem „Albicelestes” i zdobył złoty medal (wystąpił w wygranym 1:0 finale z Paragwajem). Z kolei w 2005 roku wystąpił z dorosłą kadrą w Pucharze Konfederacji 2005, jednak puścił na nim 10 goli w 5 spotkaniach.